# Kleinboer
Kleinboer (Benoni, 1956), pseudoniem van Fanie de Villiers, is een Zuid-Afrikaanse schrijver

## Biografie
Kleinboer werd in 1956 geboren als Fanie de Villiers in Benoni, een stad ten oosten van Johannesburg. Zijn vader was leraar wiskunde en zijn moeder, vóór haar huwelijk, onderwijzeres. Hij had een tweelingbroer Manie, die een belangrijke rol zou spelen in zijn romans. De broers groeiden op in een zwaar Calvinistische omgeving. Kleinboer doorliep de Hoërskool Kempton Park en studeerde vervolgens wis- en computerkunde aan Tukkies, de Universiteit van Pretoria. 
Tot 1999 was hij werkzaam in de ICT sector bij verschillende bedrijven. In dat jaar nam hij ontslag om zich geheel aan het schrijven te wijden.  Hij woonde toen al een aantal jaren samen met een Zulu vrouw, Lungi, en haar zoontje, in de wijk Yeoville in Johannesburg. In die periode was hij, zoals hij zelf zegt "verslaafd aan zwarte prostituees", terwijl zijn vrouw een meer dan regelmatige bezoekster was van de vele shebeens die zich in Yeoville en omgeving bevonden.  Lungi is in 2006 bij een ongeluk om het leven gekomen. Eerder was hij met haar volgens Zulu gewoonte getrouwd, inclusief lobola (bruidsschat). Na zijn vrouws dood is hij, eveneens in overeenstemming met de Zulu traditie met een zus van haar getrouwd. Kleinboer heeft tot 2004 gewerkt als redacteur voor het landbouwtijdschrift Farmer's Weekly en na 2007 bij het blad Sondag.

## De schrijver
Kleinboers belangstelling voor schrijven ontstond na kennismaking met het werk van Breyten Breytenbach. Het bijhouden van een dagboek op 21-jarige leeftijd stimuleerde hem om te schrijven, maar het zou nog ruim 20 jaar duren voordat hij zich daar fulltime mee ging bezighouden. Hij voltooide zijn eerste boek, Kontrei, in 2001. Het kostte hem grote moeite om het manuscript uitgegeven te krijgen maar uiteindelijk lukte dat, tot ieders verbazing, bij PRAAG, de uitgeverij van Dan Roodt. PRAAG staat voor Pro-Afrikaanse Aktiegroep en de controversiële Dan Roodt staat bekend om zijn nationalistische Afrikaner ideeën. 
De roman heeft een hoog autobiografisch gehalte, veel aandacht wordt besteed aan zijn talloze bezoeken aan zwarte prostituees. Maar ook de vertellers ongelukkige, zeer strenge jeugd krijgt veel aandacht. Het werd in 2006 in het Engels vertaald als Midnight Missionary. Het tweede, ook zeer autobiografische boek, Werfsonde, verscheen in 2012 bij Umuzi en is een mildere versie van het eerste boek, d.w.z. minder seks en meer aandacht voor de personen in de vertellers omgeving.
Fred de Vries  wijdt in zijn Afrikaners, een volk op drift een hoofdstuk aan Kleinboer.

## Prijzen en bekroningen
- 2004  Rapport/Jan Rabie-prys voor Kontrei

## Links
- Kleinboer (1956-), deur Erica Terblanche (Afrikaanstalig)[dode link]